# Zdzisław Sochocki
Zdzisław Sochocki (ur. 1896, zm. 21 listopada 1918 we Lwowie) – podporucznik Wojska Polskiego.

## Życiorys
Urodził się w 1896. Podczas I wojny światowej walczył w szeregach cesarsko-królewskiej Obrony Krajowej. Jego oddziałem macierzystym był Pułk Strzelców Nr 35. Na stopień podporucznika został mianowany ze starszeństwem z 1 lutego 1917. Jesienią 1918 został czasowo zwolniony ze służby celem ukończenia studiów uniwersyteckich.
U kresu wojny w listopadzie 1918 w stopniu podporucznika brał udział w obronie Lwowa podczas wojny polsko-ukraińskiej. Kierował obroną w pododcinku ogród Jezuicki, gdzie zastąpił Mariana Idzika, a potem sam został zastąpiony przez por. Romana Rogozińskiego. Jako dowódca kompanii został śmiertelnie ranny w trakcie zwycięskiego ataku na Cytadelę 21 listopada 1918 i zmarł tego samego dnia. Został pochowany na Cmentarzu Obrońców Lwowa (kwatera X, miejsce 633).
W relacji Adama Świeżawskiego został określony jako wybitny oficer, wzorowy żołnierz.
Zarządzeniem prezydenta RP Ignacego Mościckiego z 4 listopada 1933 został odznaczony Krzyżem Niepodległości za pracę w dziele odzyskania niepodległości.
Uchwałą Rady Miasta Lwowa z listopada 1938 jednej z ulic we Lwowie nadano imię Zdzisława Sochockiego.